# 御嶽山 (魚沼市)
御嶽山（おんたけさん）は、新潟県魚沼市堀之内に位置する標高306mの山である。